# Val d’Erdre-Auxence
Val d’Erdre-Auxence ist eine französische Gemeinde mit 4.967 Einwohnern (Stand: 1. Januar 2022) im Département Maine-et-Loire in der Region Pays de la Loire. Sie gehört zum Arrondissement Segré und zum Kanton Chalonnes-sur-Loire. 
Val d’Erdre-Auxence wurde zum 15. Dezember 2016 als commune nouvelle aus den Gemeinden Le Louroux-Béconnais, La Cornuaille und Villemoisan gebildet. Der Verwaltungssitz befindet sich in Le Louroux-Béconnais.

## Geographie
Val d’Erdre-Auxence liegt etwa 25 Kilometer westnordwestlich vom Stadtzentrum von Angers. An der südöstlichen Gemeindegrenze verläuft der Fluss Romme, im Süden sein Zufluss Vernoux. Umgeben wird Val d’Erdre-Auxence von den Nachbargemeinden Angrie im Norden, Erdre-en-Anjou im Nordosten, Bécon-les-Granits im Osten, Saint-Augustin-des-Bois im Südosten, Champtocé-sur-Loire im Süden und Südosten, Ingrandes-le-Fresne-sur-Loire im Süden, Loireauxence im Süden und Südwesten, Vallons-de-l’Erdre im Westen sowie Candé im Nordwesten.

## Gliederung
| Ortsteil                               | ehemaliger INSEE-Code | Fläche (km²) | Einwohnerzahl (2022) |
| -------------------------------------- | --------------------- | ------------ | -------------------- |
| La Cornuaille                          | 49108                 | 43,92        | .0967                |
| Le Louroux-Béconnais (Verwaltungssitz) | 49183                 | 65,57        | 3.309                |
| Villemoisan                            | 49376                 | 20,75        | .0691                |

## Sehenswürdigkeiten

### Le Louroux-Béconnais
- Abtei Notre-Dame de Pontron, 1130/1134 erbaut, 1791 aufgelöst, Zisterzienserkloster (Mutterkloster: Le Loroux in Vernantes),
- Die sieben Schlösser:
  - Schloss Le Chillon aus dem 12. Jahrhundert ursprünglich als Priorei der Abtei Saint-Aubin in Angers, Mitte des 19. Jahrhunderts zerstört bzw. umgebaut, neue Kapelle aus dem Jahre 1875
  - Schloss La Mornais, Umbauten aus dem Ende des 18. Jahrhunderts
  - Schloss le Pey, Mitte des 19. Jahrhunderts erbaut
  - Schloss Piard, heutiges Schloss aus dem Ende des 19. Jahrhunderts
  - Schloss La Prévôterie, ursprünglich aus dem 16. Jahrhundert, Ruine
  - Schloss Vernoux, im 19. Jahrhundert wiedererrichtet
  - Schloss La Violaye, Anfang des 16. Jahrhunderts errichtet,
- acht Windmühlen

### La Cornuaille
- Kirche Saint-Pierre

### Villemoisan
- Dolmen von Pontpiau
- Priorat von 1121
- Kirche Saint-Pierre-et-Saint-Paul
- Komtur von Béconnais

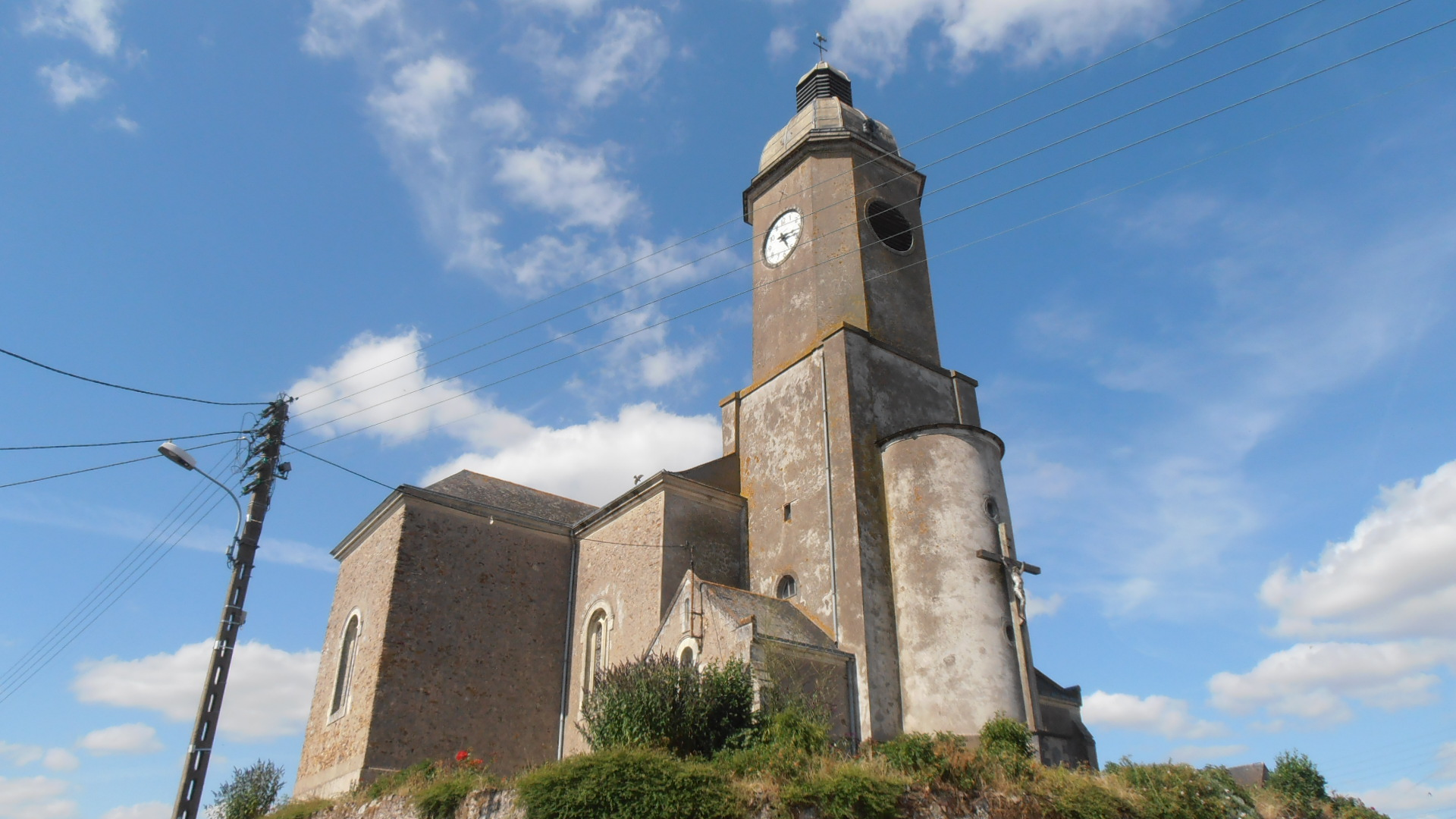
Kirche Saint-Pierre in La Cornuaille
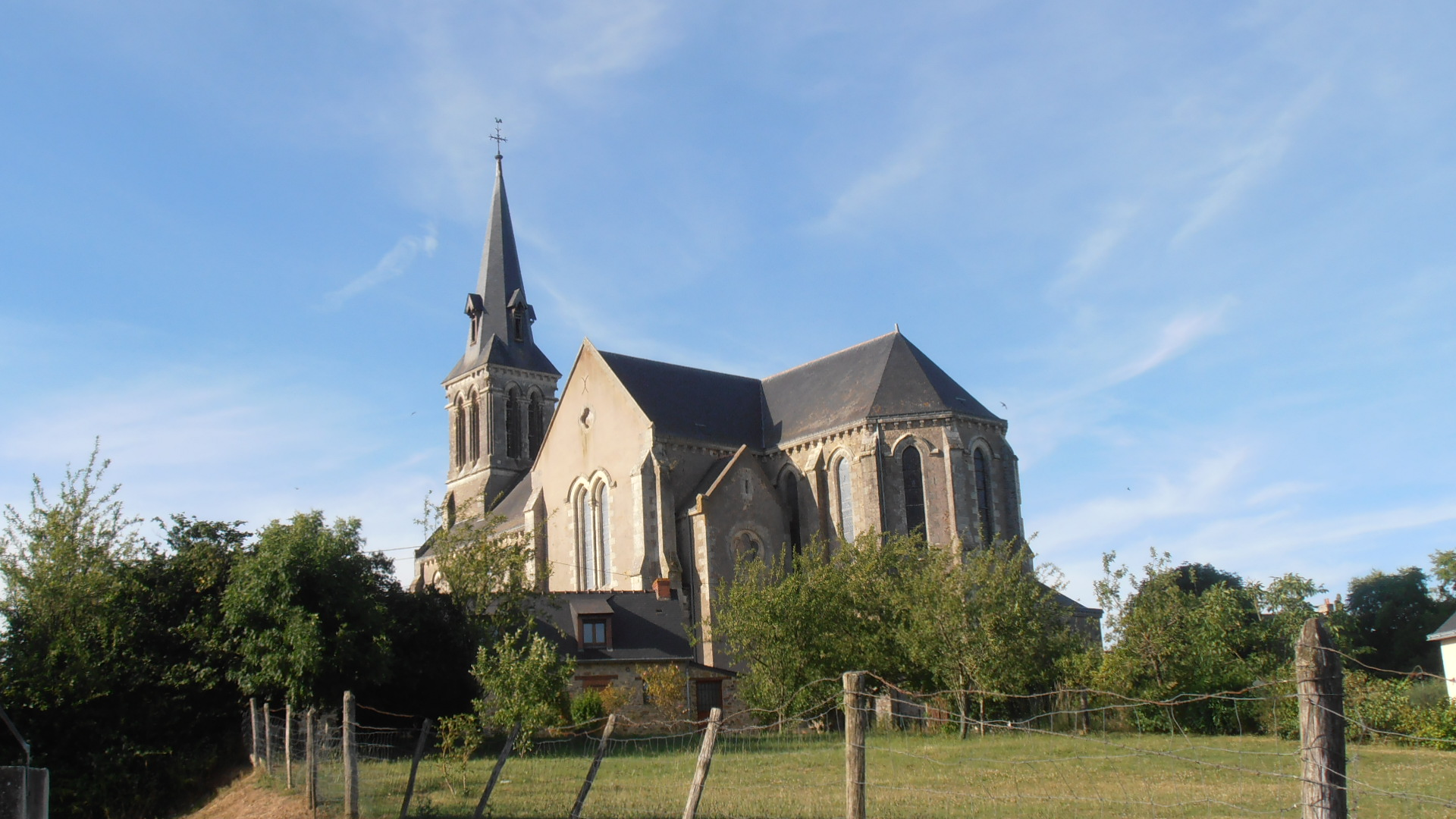
Kirche Saint-Pierre-et-Saint-Paul in Villemoisan

## Persönlichkeiten
- Natalis Pinot (1747–1794), Priester (in Louroux-Béconnais von 1788 bis 1794), Heiliger der römisch-katholischen Kirche, hingerichtet
- Louis Juchault de Lamoricière (1806–1865), General, ehemaliger Eigentümer des Schloss Le Chillon
- Gaston Cyprès (1884–1925), Fußballspieler (Stürmer) aus La Cornuaille